# Qatar Ladies Open 2014
Il Qatar Ladies Open 2014 è un torneo di tennis giocato sul cemento. È la 12ª edizione del Qatar Ladies Open, che faceva parte della categoria Premier nell'ambito del WTA Tour 2014. Si gioca nel Khalifa International Tennis Complex di Doha, in Qatar dall'10 al 16 febbraio 2014.

## Partecipanti

### Teste di serie
| Nazionalità | Giocatrice           | Ranking* | Testa di serie |
| ----------- | -------------------- | -------- | -------------- |
| Cina        | Li Na                | 3        | 1              |
| Polonia     | Agnieszka Radwańska  | 4        | 2              |
| Rep. Ceca   | Petra Kvitová        | 6        | 3              |
| Italia      | Sara Errani          | 7        | 4              |
| Serbia      | Jelena Janković      | 8        | 5              |
| Germania    | Angelique Kerber     | 9        | 6              |
| Romania     | Simona Halep         | 10       | 7              |
| Danimarca   | Caroline Wozniacki   | 11       | 8              |
| Serbia      | Ana Ivanović         | 12       | 9              |
| Slovacchia  | Dominika Cibulková   | 13       | 10             |
| Italia      | Roberta Vinci        | 14       | 11             |
| Australia   | Samantha Stosur      | 16       | 12             |
| Spagna      | Carla Suárez Navarro | 17       | 13             |
| Stati Uniti | Sloane Stephens      | 18       | 14             |
| Canada      | Eugenie Bouchard     | 19       | 15             |
| Belgio      | Kirsten Flipkens     | 20       | 16             |

* Ranking al 3 febbraio 2014.

### Altre Partecipanti
Giocatrici che hanno ricevuto una wild card per il tabellone principale:
- Alisa Klejbanova
- Caroline Garcia
- Jana Čepelová

Giocatrici passate dalle qualificazioni:

- Cvetana Pironkova
- Hsieh Su-wei
- Nadia Petrova
- Petra Martić
- Mirjana Lučić-Baroni
- Petra Cetkovská
- Alla Kudrjavceva
- Maryna Zanevs'ka

## Campionesse

### Singolare
Simona Halep ha battuto in finale  Angelique Kerber con il punteggio di 6-2, 6-3.
- È il primo titolo stagionale per la Halep, il 7° in carriera.

### Doppio
Hsieh Su-wei /  Peng Shuai hanno battuto in finale  Květa Peschke /  Katarina Srebotnik con il punteggio di 6-4, 6-0.
- È il primo titolo stagionale per la coppia asiatica.